# Natação no Campeonato Mundial de Esportes Aquáticos de 2015 - 50 m peito feminino
A prova dos 50 metros peito feminino da natação no Campeonato Mundial de Esportes Aquáticos de 2015 ocorreu nos dias 8 de agosto e 9 de agosto em Cazã na Rússia.

## Recordes
Antes desta competição, os recordes mundiais e do campeonato nesta prova eram os seguintes:
| Tipo                  | Atleta         | Tempo | Local     | Data                |
| --------------------- | -------------- | ----- | --------- | ------------------- |
|                       | Rūta Meilutytė | 29.48 | Barcelona | 3 de agosto de 2013 |
| Recorde do campeonato | Rūta Meilutytė | 29.48 | Barcelona | 3 de agosto de 2013 |

## Medalhistas
| Ouro                   | Prata               | Bronze                |
| Jennie Johansson (SWE) | Alia Atkinson (JAM) | Yuliya Yefimova (RUS) |

## Resultados

### Eliminatórias
Esses foram os resultados das eliminatórias.
| Pos. | Bateria | Raia | Nadadora                  | Nacionalidade  | Tempo | Notas            |
| ---- | ------- | ---- | ------------------------- | -------------- | ----- | ---------------- |
| 1    | 8       | 4    | Rūta Meilutytė            | Lituânia       | 29.74 | Q                |
| 2    | 6       | 4    | Alia Atkinson             | Jamaica        | 30.27 | Q                |
| 3    | 7       | 5    | Jennie Johansson          | Suécia         | 30.30 | Q                |
| 4    | 7       | 4    | Jessica Hardy             | Estados Unidos | 30.44 | Q                |
| 5    | 8       | 5    | Julija Efimova            | Rússia         | 30.45 | Q                |
| 6    | 8       | 3    | Mariya Liver              | Ucrânia        | 30.60 | Q,               |
| 7    | 6       | 7    | Fanny Lecluyse            | Bélgica        | 30.75 | Q,               |
| 8    | 7       | 6    | Jenna Laukkanen           | Finlândia      | 30.79 | Q,               |
| 9    | 6       | 5    | Moniek Nijhuis            | Países Baixos  | 30.81 | Q                |
| 10   | 7       | 3    | Martina Carraro           | Itália         | 30.83 | Q                |
| 11   | 7       | 7    | Rachel Nicol              | Canadá         | 30.86 | Q                |
| 12   | 8       | 7    | Arianna Castiglioni       | Itália         | 30.90 | Q                |
| 12   | 8       | 1    | Hrafnhildur Lúthersdóttir | Islândia       | 30.90 | Q,               |
| 14   | 8       | 0    | Suo Ran                   | China          | 31.12 | Q                |
| 15   | 8       | 2    | Petra Chocová             | Chéquia        | 31.21 | Q                |
| 16   | 6       | 2    | Lorna Tonks               | Austrália      | 31.22 | Q                |
| 17   | 7       | 2    | Fiona Doyle               | Irlanda        | 31.31 |                  |
| 18   | 5       | 6    | Dominika Sztandera        | Polónia        | 31.34 | Recorde nacional |
| 19   | 6       | 3    | Micah Lawrence            | Estados Unidos | 31.38 |                  |
| 20   | 8       | 8    | Amit Ivry                 | Israel         | 31.39 | Recorde nacional |
| 21   | 7       | 9    | Jhennifer Conceição       | Brasil         | 31.44 |                  |
| 22   | 6       | 1    | Viktoriya Zeynep Gunes    | Turquia        | 31.45 |                  |
| 23   | 6       | 6    | Rikke Møller Pedersen     | Dinamarca      | 31.48 |                  |
| 24   | 7       | 8    | Shi Jinglin               | China          | 31.57 |                  |
| 25   | 5       | 1    | Aikaterini Sarakatsani    | Grécia         | 31.58 |                  |
| 26   | 6       | 9    | Alina Zmushka             | Bielorrússia   | 31.65 |                  |
| 26   | 7       | 1    | Veera Kivirinta           | Finlândia      | 31.65 |                  |
| 26   | 8       | 6    | Sycerika McMahon          | Irlanda        | 31.65 |                  |
| 29   | 5       | 7    | Lena Kreundl              | Áustria        | 31.83 |                  |
| 30   | 5       | 0    | Mercedes Toledo           | Venezuela      | 31.88 | Recorde nacional |

| Ver o restante da classificação | Ver o restante da classificação | Ver o restante da classificação | Ver o restante da classificação | Ver o restante da classificação | Ver o restante da classificação | Ver o restante da classificação |
| Pos.                            | Bateria                         | Raia                            | Nadadora                        | Nacionalidade                   | Tempo                           | Notas                           |
| ------------------------------- | ------------------------------- | ------------------------------- | ------------------------------- | ------------------------------- | ------------------------------- | ------------------------------- |
| 31                              | 5                               | 5                               | Rie Kaneto                      | Japão                           | 31.99                           |                                 |
| 32                              | 6                               | 8                               | Tjaša Vozel                     | Eslovênia                       | 32.00                           |                                 |
| 33                              | 6                               | 0                               | Martina Moravčíková             | Chéquia                         | 32.08                           |                                 |
| 34                              | 5                               | 3                               | Anna Sztankovics                | Hungria                         | 32.11                           |                                 |
| 35                              | 5                               | 4                               | Julia Sebastian                 | Argentina                       | 32.13                           |                                 |
| 36                              | 4                               | 7                               | Mai Atef                        | Egito                           | 32.14                           |                                 |
| 37                              | 8                               | 9                               | Maria Astashkina                | Rússia                          | 32.18                           |                                 |
| 38                              | 4                               | 4                               | Lucia Ledererova                | Eslováquia                      | 32.20                           |                                 |
| 38                              | 7                               | 0                               | Roanne Ho                       | Singapura                       | 32.20                           |                                 |
| 40                              | 5                               | 9                               | Maria Romanjuk                  | Estónia                         | 32.30                           |                                 |
| 41                              | 4                               | 2                               | Phee Phee Jinq En               | Malásia                         | 32.37                           |                                 |
| 42                              | 5                               | 8                               | Tatiana Chișca                  | Moldávia                        | 32.38                           |                                 |
| 43                              | 5                               | 2                               | Yang Ji-won                     | Coreia do Sul                   | 32.63                           |                                 |
| 44                              | 4                               | 6                               | Kong Yvette Man Yi              | Hong Kong                       | 32.72                           |                                 |
| 45                              | 4                               | 9                               | Evita Leter                     | Suriname                        | 33.19                           |                                 |
| 46                              | 4                               | 1                               | Daniela Carrillo                | México                          | 33.53                           |                                 |
| 47                              | 4                               | 3                               | Ivana Ninković                  | Bósnia e Herzegovina            | 33.77                           |                                 |
| 48                              | 4                               | 5                               | Dariya Talanova                 | Quirguistão                     | 33.89                           |                                 |
| 49                              | 4                               | 0                               | Lei On Kei                      | Macau                           | 33.94                           |                                 |
| 50                              | 4                               | 8                               | Sin Jin-hui                     | Coreia do Norte                 | 34.02                           |                                 |
| 51                              | 3                               | 5                               | Izzy Joachim                    | São Vicente e Granadinas        | 34.09                           |                                 |
| 52                              | 3                               | 3                               | Amy Micallef                    | Malta                           | 34.78                           |                                 |
| 53                              | 3                               | 4                               | Jamila Lunkuse                  | Uganda                          | 34.93                           |                                 |
| 54                              | 3                               | 6                               | Chade Nersicio                  | Curaçau                         | 35.30                           |                                 |
| 55                              | 3                               | 2                               | Oreoluwa Cherebin               | Granada                         | 35.39                           |                                 |
| 56                              | 3                               | 7                               | Rechael Tonjor                  | Nigéria                         | 36.10                           |                                 |
| 57                              | 3                               | 0                               | Bonita Imsirovic                | Botswana                        | 36.46                           |                                 |
| 58                              | 3                               | 1                               | Teona Bostashvili               | Geórgia                         | 37.37                           |                                 |
| 59                              | 2                               | 3                               | Darya Semyonova                 | Turquemenistão                  | 37.64                           |                                 |
| 60                              | 3                               | 9                               | Lianna Swan                     | Paquistão                       | 37.66                           |                                 |
| 61                              | 2                               | 6                               | Hemthon Vitiny                  | Camboja                         | 37.82                           |                                 |
| 62                              | 2                               | 5                               | Angelika Ouedraogo              | Burquina Fasso                  | 39.25                           |                                 |
| 63                              | 2                               | 4                               | Karina Klimyk                   | Tajiquistão                     | 40.17                           |                                 |
| 64                              | 2                               | 2                               | Daniah Hagul                    | Líbia                           | 41.17                           |                                 |
| 65                              | 1                               | 7                               | Bellore Sangala                 | República do Congo              | 42.48                           |                                 |
| 66                              | 2                               | 9                               | Siri Budcharern                 | Laos                            | 44.14                           |                                 |
| 67                              | 1                               | 6                               | Mohamed Nazlati                 | Comores                         | 45.75                           |                                 |
| 68                              | 2                               | 0                               | Fatema Abdulmohsen              | Brunei                          | 45.91                           |                                 |
| 69                              | 2                               | 8                               | Tayamika Chang'anamuno          | Malawi                          | 47.00                           |                                 |
| 70                              | 1                               | 3                               | Natasha Addai                   | Gana                            | 51.73                           |                                 |
| 71                              | 1                               | 5                               | Mariama Sow                     | Guiné                           | 52.65                           |                                 |
| 72                              | 2                               | 1                               | Roukaya Mahamane                | Níger                           | 52.88                           |                                 |
| 73                              | 1                               | 2                               | Bunturabie Jalloh               | Serra Leoa                      | 57.64                           |                                 |
| 74 !                            | 2                               | 7                               | Laraiba Seibou                  | Benim                           | 99.99 !                         | DSQ                             |
| 74 !                            | 1                               | 4                               | Liza Kafack                     | Camarões                        | 99.99 !                         | DNS                             |
| 74 !                            | 3                               | 8                               | Kokoe Ahyee                     | Costa do Marfim                 | 99.99 !                         | DNS                             |

### Semifinal
Esses foram os resultados das semifinais.
Semifinal 1
| Pos. | Raia | Nadadora            | Nacionalidade  | Tempo | Notas |
| ---- | ---- | ------------------- | -------------- | ----- | ----- |
| 1    | 5    | Jessica Hardy       | Estados Unidos | 30.25 | Q     |
| 2    | 3    | Mariya Liver        | Ucrânia        | 30.64 | Q     |
| 3    | 4    | Alia Atkinson       | Jamaica        | 30.78 | Q     |
| 4    | 1    | Suo Ran             | China          | 31.03 |       |
| 5    | 8    | Lorna Tonks         | Austrália      | 31.05 |       |
| 6    | 2    | Martina Carraro     | Itália         | 31.17 |       |
| 6    | 7    | Arianna Castiglioni | Itália         | 31.17 |       |
| 8    | 6    | Jenna Laukkanen     | Finlândia      | 31.18 |       |

Semifinal 2
| Pos. | Raia | Nadadora                  | Nacionalidade | Tempo | Notas |
| ---- | ---- | ------------------------- | ------------- | ----- | ----- |
| 1    | 4    | Rūta Meilutytė            | Lituânia      | 29.98 | Q     |
| 2    | 3    | Yuliya Yefimova           | Rússia        | 30.14 | Q     |
| 3    | 5    | Jennie Johansson          | Suécia        | 30.39 | Q     |
| 4    | 1    | Hrafnhildur Lúthersdóttir | Islândia      | 30.90 | Q, =  |
| 5    | 2    | Moniek Nijhuis            | Países Baixos | 30.99 | Q     |
| 6    | 7    | Rachel Nicol              | Canadá        | 31.04 |       |
| 6    | 6    | Fanny Lecluyse            | Bélgica       | 31.04 |       |
| 8    | 8    | Petra Chocová             | Chéquia       | 31.40 |       |

### Final
Esse foi o resultado da final. 
| Pos.              | Raia | Nadadora                  | Nacionalidade  | Tempo | Notas            |
| ----------------- | ---- | ------------------------- | -------------- | ----- | ---------------- |
| Medalha de ouro   | 6    | Jennie Johansson          | Suécia         | 30.05 | Recorde nacional |
| Medalha de prata  | 7    | Alia Atkinson             | Jamaica        | 30.11 | Recorde nacional |
| Medalha de bronze | 5    | Yuliya Yefimova           | Rússia         | 30.13 |                  |
| 4                 | 4    | Rūta Meilutytė            | Lituânia       | 30.14 |                  |
| 5                 | 3    | Jessica Hardy             | Estados Unidos | 30.20 |                  |
| 6                 | 8    | Suo Ran                   | China          | 30.74 |                  |
| 7                 | 1    | Hrafnhildur Lúthersdóttir | Islândia       | 31.12 |                  |
| 8                 | 2    | Mariya Liver              | Ucrânia        | 31.14 |                  |

Legenda
| Recorde mundial       | Recorde mundial (World record)               |                       | Recorde africano                      | Recorde africano (African) |                                           | Q | Classificado por posição (Qualified) |
| Recorde do campeonato | Recorde do campeonato (Championship record)  | Recorde da América    | Recorde da América (Americas)         | q                          | Classificado por melhor tempo (Qualified) |   |                                      |
| Melhor marca do ano   | Melhor marca do ano (World leading)          | Recorde asiático      | Recorde asiático (Asian)              | DNS                        | Não largou (Did not start)                |   |                                      |
| Recorde nacional      | Recorde nacional (National record)           | Recorde europeu       | Recorde europeu (European)            | DNF                        | Não terminou (Did not finish)             |   |                                      |
| Recorde pessoal       | Recorde pessoal do atleta (Personal best)    | Recorde da Oceania    | Recorde da Oceania (Oceania)          | DSQ / DQ                   | Desclassificado (Disqualified)            |   |                                      |
| Recorde da temporada  | Recorde da temporada do atleta (Season best) | Recorde sul-americano | Recorde sul-americano (South America) | NM                         | Sem marca (No mark)                       |   |                                      |